# Dwyfor Meirionnydd
Dwyfor Meirionnydd är en av de 650 enmansvalkretsarna till det brittiska underhuset. Sedan parlamentsvalet 2015 representeras Dwyfor Meirionnydd av Liz Saville Roberts (Plaid Cymru). Valkretsen inrättades år 2010.

## Ledamöter
|  | Val  | Kandidat            | Parti       |
|  | ---- | ------------------- | ----------- |
|  | 2010 | Elfyn Llwyd         | Plaid Cymru |
|  | 2015 | Liz Saville Roberts | Plaid Cymru |

## Valresultat sedan 2010
| Parlamentsvalet 2024: Dwyfor Meirionnydd                                                                                               | Parlamentsvalet 2024: Dwyfor Meirionnydd | Parlamentsvalet 2024: Dwyfor Meirionnydd | Parlamentsvalet 2024: Dwyfor Meirionnydd | Parlamentsvalet 2024: Dwyfor Meirionnydd |
| --- | ---------------------------------------- | ---------------------------------------- | ---------------------------------------- | ---------------------------------------- |
| |                                          |                                          |                                          |                                          |
| Partier | Andel                                    |                                          | Antal                                    |                                          |
| Plaid Cymru | 53,9 %                                   |                                          | 21 788                                   |                                          |
| Plaid Cymru | +8,2 %                                   |                                          |                                          |                                          |
| Labour | 14,6 %                                   |                                          | 5 912                                    |                                          |
| Labour | −8,2 %                                   |                                          |                                          |                                          |
| Reform UK | 12,0 %                                   |                                          | 4 857                                    |                                          |
| Reform UK | +7,0 %                                   |                                          |                                          |                                          |
| Konservativa | 11,7 %                                   |                                          | 4 712                                    |                                          |
| Konservativa | −14,5 %                                  |                                          |                                          |                                          |
| Greens | 3,6 %                                    |                                          | 1 448                                    |                                          |
| Greens | +3,6 %                                   |                                          |                                          |                                          |
| Liberaldemokraterna | 3,4 %                                    |                                          | 1 381                                    |                                          |
| Liberaldemokraterna | +3,3 %                                   |                                          |                                          |                                          |
| Övriga partier & kandidater | 0,7 %                                    |                                          | 297                                      |                                          |
| Övriga partier & kandidater |                                          |                                          |                                          |                                          |
| Valdeltagande | 55,3 %                                   |                                          | 40 395                                   |                                          |
| Valdeltagande |                                          |                                          |                                          |                                          |
| Kandidater: PC: Liz Saville Roberts, LAB: Joanna Stallard, REF: Lucy Murphy, CON: Tomos Day, GRN: Karl Drinkwater, LDM: Phoebe Jenkins |                                          |                                          |                                          |                                          |

| Parlamentsvalet 2019: Dwyfor Meirionnydd                                                     | Parlamentsvalet 2019: Dwyfor Meirionnydd | Parlamentsvalet 2019: Dwyfor Meirionnydd | Parlamentsvalet 2019: Dwyfor Meirionnydd | Parlamentsvalet 2019: Dwyfor Meirionnydd |
| -------------------------------------------------------------------------------------------- | ---------------------------------------- | ---------------------------------------- | ---------------------------------------- | ---------------------------------------- |
|                                                                                              |                                          |                                          |                                          |                                          |
| Parti                                                                                        | Andel                                    |                                          | Antal                                    |                                          |
| Plaid Cymru                                                                                  | 48,3 %                                   |                                          | 14 447                                   |                                          |
| Plaid Cymru                                                                                  | +3,2 %                                   |                                          |                                          |                                          |
| Konservativa                                                                                 | 32,4 %                                   |                                          | 9 707                                    |                                          |
| Konservativa                                                                                 | +3,3 %                                   |                                          |                                          |                                          |
| Labour                                                                                       | 13,4 %                                   |                                          | 3 998                                    |                                          |
| Labour                                                                                       | −7,3 %                                   |                                          |                                          |                                          |
| Brexitpartiet                                                                                | 5,9 %                                    |                                          | 1 776                                    |                                          |
| Brexitpartiet                                                                                | +5,9 %                                   |                                          |                                          |                                          |
| Valdeltagande                                                                                | 67,5 %                                   |                                          | 29 928                                   |                                          |
| Valdeltagande                                                                                |                                          |                                          |                                          |                                          |
| Kandidater: PC: Liz Saville Roberts, CON: Tomos Davies, LAB: Graham Hogg, BRX: Louise Hughes |                                          |                                          |                                          |                                          |

| Parlamentsvalet 2017: Dwyfor Meirionnydd                                                                               | Parlamentsvalet 2017: Dwyfor Meirionnydd | Parlamentsvalet 2017: Dwyfor Meirionnydd | Parlamentsvalet 2017: Dwyfor Meirionnydd | Parlamentsvalet 2017: Dwyfor Meirionnydd |
| --- | ---------------------------------------- | ---------------------------------------- | ---------------------------------------- | ---------------------------------------- |
| |                                          |                                          |                                          |                                          |
| Parti | Andel                                    |                                          | Antal                                    |                                          |
| Plaid Cymru | 45,1 %                                   |                                          | 13 687                                   |                                          |
| Plaid Cymru | +4,3 %                                   |                                          |                                          |                                          |
| Konservativa | 29,1 %                                   |                                          | 8 837                                    |                                          |
| Konservativa | +6,5 %                                   |                                          |                                          |                                          |
| Labour | 20,7 %                                   |                                          | 6 273                                    |                                          |
| Labour | +7,2 %                                   |                                          |                                          |                                          |
| Liberaldemokraterna | 3,1 %                                    |                                          | 937                                      |                                          |
| Liberaldemokraterna | −0,9 %                                   |                                          |                                          |                                          |
| UKIP | 2,0 %                                    |                                          | 614                                      |                                          |
| UKIP | −8,8 %                                   |                                          |                                          |                                          |
| Valdeltagande | 67,9 %                                   |                                          | 30 348                                   |                                          |
| Valdeltagande |                                          |                                          |                                          |                                          |
| Kandidater: PC: Liz Saville Roberts, CON: Neil Fairlamb, LAB: Mathew Norman, LDM: Stephen Churchman, UKIP: Frank Wykes |                                          |                                          |                                          |                                          |

| Parlamentsvalet 2015: Dwyfor Meirionnydd | Parlamentsvalet 2015: Dwyfor Meirionnydd | Parlamentsvalet 2015: Dwyfor Meirionnydd | Parlamentsvalet 2015: Dwyfor Meirionnydd | Parlamentsvalet 2015: Dwyfor Meirionnydd |
| --- | ---------------------------------------- | ---------------------------------------- | ---------------------------------------- | ---------------------------------------- |
| |                                          |                                          |                                          |                                          |
| Parti | Andel                                    |                                          | Antal                                    |                                          |
| Plaid Cymru | 40,9 %                                   |                                          | 11 811                                   |                                          |
| Plaid Cymru | −3,5 %                                   |                                          |                                          |                                          |
| Konservativa | 22,7 %                                   |                                          | 6 550                                    |                                          |
| Konservativa | +0,4 %                                   |                                          |                                          |                                          |
| Labour | 13,5 %                                   |                                          | 3 904                                    |                                          |
| Labour | −0,4 %                                   |                                          |                                          |                                          |
| UKIP | 10,8 %                                   |                                          | 3 126                                    |                                          |
| UKIP | +8,1 %                                   |                                          |                                          |                                          |
| Oberoende kandidat | 4,8 %                                    |                                          | 1 388                                    |                                          |
| Oberoende kandidat | +0,3 %                                   |                                          |                                          |                                          |
| Liberaldemokraterna | 4,0 %                                    |                                          | 1 153                                    |                                          |
| Liberaldemokraterna | −8,3 %                                   |                                          |                                          |                                          |
| Greens | 3,4 %                                    |                                          | 981                                      |                                          |
| Greens | +3,4 %                                   |                                          |                                          |                                          |
| Valdeltagande | 65,1 %                                   |                                          | 28 913                                   |                                          |
| Valdeltagande |                                          |                                          |                                          |                                          |
| Kandidater: PC: Liz Saville Roberts, CON: Neil Fairlamb, LAB: Mary Griffiths Clarke, UKIP: Christopher Gillibrand, IND: Louise Hughes, LDM: Stephen Churchman, GRN: Marc Fothergill |                                          |                                          |                                          |                                          |

| Parlamentsvalet 2010: Dwyfor Meirionnydd                                                                                            | Parlamentsvalet 2010: Dwyfor Meirionnydd | Parlamentsvalet 2010: Dwyfor Meirionnydd | Parlamentsvalet 2010: Dwyfor Meirionnydd | Parlamentsvalet 2010: Dwyfor Meirionnydd |
| --- | ---------------------------------------- | ---------------------------------------- | ---------------------------------------- | ---------------------------------------- |
| |                                          |                                          |                                          |                                          |
| Parti | Andel                                    |                                          | Antal                                    |                                          |
| Plaid Cymru | 44,3 %                                   |                                          | 12 814                                   |                                          |
| Plaid Cymru | −6,4 %                                   |                                          |                                          |                                          |
| Konservativa | 22,3 %                                   |                                          | 6 447                                    |                                          |
| Konservativa | +8,1 %                                   |                                          |                                          |                                          |
| Labour | 13,9 %                                   |                                          | 4 021                                    |                                          |
| Labour | −7,8 %                                   |                                          |                                          |                                          |
| Liberaldemokraterna | 12,2 %                                   |                                          | 3 538                                    |                                          |
| Liberaldemokraterna | +1,3 %                                   |                                          |                                          |                                          |
| Oberoende kandidat | 4,5 %                                    |                                          | 1 310                                    |                                          |
| Oberoende kandidat | +4,5 %                                   |                                          |                                          |                                          |
| UKIP | 2,7 %                                    |                                          | 776                                      |                                          |
| UKIP | +0,3 %                                   |                                          |                                          |                                          |
| Valdeltagande | 63,7 %                                   |                                          | 28 906                                   |                                          |
| Valdeltagande |                                          |                                          |                                          |                                          |
| Kandidater: PC: Elfyn Llwyd, CON: Simon Baynes, LAB: Alwyn Humphreys, LDM: Stephen Churchman, IND: Louise Hughes, UKIP: Frank Wykes |                                          |                                          |                                          |                                          |

## Kartor

Valkretsens utbredning i Wales sedan 2024.
Valkretsens utbredning i Wales 2010–2024.